# Chloe Vande Velde
Chloe Vande Velde (6 giugno 1997) è una calciatrice belga, centrocampista del Club YLA e della nazionale belga.

## Carriera

### Club
Chloe Vande Velde è cresciuta nel Gent, squadra con la quale ha esordito prima nell'ultima edizione (stagione 2014-2015) della BeNe League, competizione mista belga-olandese, e poi in Super League, la massima serie del campionato belga. Con la maglia azzurra della squadra fiamminga ha vinto per due volte la Coppa del Belgio.
Nell'estate 2021 si è trasferita in Islanda al Breiðablik, per poi rientrare al Gent per l'inizio della nuova stagione.
Per la stagione 2022-23 si è trasferita nei Paesi Bassi per giocare con l'ADO Den Haag, partecipante all'Eredivisie, massima serie nazionale.

### Nazionale
Chloe Vande Velde ha fatto parte delle selezioni giovanili del Belgio, giocando tre partite con la selezione Under-16, cinque con la selezione Under-17 e quindici con la selezione Under-19, scendendo in campo nelle partite di qualificazione alle fasi finali dei campionati europei di categoria.
Vande Velde era stata convocata per la prima volta da Ives Serneels, selezionatore della nazionale del Belgio, in occasione dell'amichevole tra le squadre B di Francia e Belgio il 19 gennaio 2017, scendendo in campo a metà del secondo tempo. Venne nuovamente convocata per la partita contro la Moldavia, valida per le qualificazioni al campionato mondiale 2019, scendendo in campo da titolare e realizzando la sua prima rete con la nazionale maggiore all'inizio del secondo tempo.
Dopo aver giocato in due amichevoli, venne convocata per la Cyprus Cup 2019, giocando tutte e tre le partite della prima fase. Nel corso del 2019 scese in campo in alcune partite valide per le qualificazioni al campionato europeo 2022. Venne convocata per l'Algarve Cup 2020, competizione nella quale giocò in tutte le partite disputate dalla nazionale belga; contro la Nuova Zelanda realizzò la sua seconda rete in nazionale, pareggiando l'incontro all'ultimo minuto e portandolo ai tiri di rigore, che video le neozelandesi prevalere.

## Statistiche

### Cronologia presenze e reti in nazionale
| Cronologia completa delle presenze e delle reti in nazionale ― Belgio | Cronologia completa delle presenze e delle reti in nazionale ― Belgio | Cronologia completa delle presenze e delle reti in nazionale ― Belgio | Cronologia completa delle presenze e delle reti in nazionale ― Belgio | Cronologia completa delle presenze e delle reti in nazionale ― Belgio | Cronologia completa delle presenze e delle reti in nazionale ― Belgio | Cronologia completa delle presenze e delle reti in nazionale ― Belgio | Cronologia completa delle presenze e delle reti in nazionale ― Belgio |
| Data                                                                  | Città                                                                 | In casa                                                               | Risultato                                                             | Ospiti                                                                | Competizione                                                          | Reti                                                                  | Note                                                                  |
| --------------------------------------------------------------------- | --------------------------------------------------------------------- | --------------------------------------------------------------------- | --------------------------------------------------------------------- | --------------------------------------------------------------------- | --------------------------------------------------------------------- | --------------------------------------------------------------------- | --------------------------------------------------------------------- |
| 19-1-2017                                                             | Clairefontaine-en-Yvelines                                            | Francia                                                               | 1 – 2                                                                 | Belgio                                                                | Amichevole                                                            | -                                                                     | 70’, squadre B                                                        |
| 10-6-2018                                                             | Chișinău                                                              | Moldavia                                                              | 0 – 7                                                                 | Belgio                                                                | Qual. Mondiali 2019                                                   | 1                                                                     | 63’                                                                   |
| 17-1-2019                                                             | Cartagena                                                             | Spagna                                                                | 1 – 1                                                                 | Belgio                                                                | Amichevole                                                            | -                                                                     |                                                                       |
| 20-1-2019                                                             | San Pedro del Pinatar                                                 | Belgio                                                                | 1 – 0                                                                 | Irlanda                                                               | Amichevole                                                            | -                                                                     | 63’                                                                   |
| 27-2-2019                                                             | Larnaca                                                               | Belgio                                                                | 3 – 0                                                                 | Slovacchia                                                            | Cyprus Cup 2019                                                       | -                                                                     | 81’                                                                   |
| 1-3-2019                                                              | Larnaca                                                               | Austria                                                               | 0 – 0                                                                 | Belgio                                                                | Cyprus Cup 2019                                                       | -                                                                     | 85’                                                                   |
| 4-3-2019                                                              | Larnaca                                                               | Nigeria                                                               | 0 – 1                                                                 | Belgio                                                                | Cyprus Cup 2019                                                       | -                                                                     |                                                                       |
| 8-4-2019                                                              | Los Angeles                                                           | Stati Uniti                                                           | 6 – 0                                                                 | Belgio                                                                | Amichevole                                                            | -                                                                     | 46’                                                                   |
| 29-8-2019                                                             | Lovanio                                                               | Belgio                                                                | 3 – 3                                                                 | Inghilterra                                                           | Amichevole                                                            | -                                                                     | 79’                                                                   |
| 8-10-2019                                                             | Cluj-Napoca                                                           | Romania                                                               | 0 – 1                                                                 | Belgio                                                                | Qual. Euro 2022                                                       | -                                                                     | 89’                                                                   |
| 8-11-2019                                                             | Zaprešić                                                              | Croazia                                                               | 1 – 4                                                                 | Belgio                                                                | Qual. Euro 2022                                                       | -                                                                     | 86’                                                                   |
| 12-11-2019                                                            | Lovanio                                                               | Belgio                                                                | 6 – 0                                                                 | Lituania                                                              | Qual. Euro 2022                                                       | -                                                                     | 66’                                                                   |
| 4-3-2020                                                              | Parchal                                                               | Nuova Zelanda                                                         | 1 – 1 (7 - 6 dtr)                                                     | Belgio                                                                | Algarve Cup 2020 - Prima fase                                         | 1                                                                     | 70’                                                                   |
| 7-3-2020                                                              | Parchal                                                               | Belgio                                                                | 1 – 0                                                                 | Portogallo                                                            | Algarve Cup 2020 - Seconda fase                                       | -                                                                     | 79’                                                                   |
| 10-3-2020                                                             | Lagos                                                                 | Belgio                                                                | 0 – 4                                                                 | Danimarca                                                             | Algarve Cup 2020 - Finale 5º posto                                    | -                                                                     | 69’                                                                   |
| 18-9-2020                                                             | Lovanio                                                               | Belgio                                                                | 6 – 1                                                                 | Romania                                                               | Qual. Euro 2022                                                       | -                                                                     | 68’                                                                   |
| 27-10-2020                                                            | Marijampolė                                                           | Lituania                                                              | 0 – 9                                                                 | Belgio                                                                | Qual. Euro 2022                                                       | -                                                                     | 62’                                                                   |
| 18-2-2021                                                             | Bruxelles                                                             | Belgio                                                                | 1 – 6                                                                 | Paesi Bassi                                                           | Amichevole                                                            | -                                                                     | 74’                                                                   |
| 21-2-2021                                                             | Aquisgrana                                                            | Germania                                                              | 2 – 0                                                                 | Belgio                                                                | Amichevole                                                            | -                                                                     | 86’                                                                   |
| 8-4-2021                                                              | Bruxelles                                                             | Belgio                                                                | 0 – 2                                                                 | Norvegia                                                              | Amichevole                                                            | -                                                                     | 67’                                                                   |
| 10-6-2021                                                             | Madrid                                                                | Spagna                                                                | 3 – 0                                                                 | Belgio                                                                | Amichevole                                                            | -                                                                     | 89’                                                                   |
| 21-9-2021                                                             | Bruxelles                                                             | Belgio                                                                | 7 – 0                                                                 | Albania                                                               | Qual. Mondiali 2023                                                   | -                                                                     | 46’                                                                   |
| 21-10-2021                                                            | Lovanio                                                               | Belgio                                                                | 7 – 0                                                                 | Kosovo                                                                | Qual. Mondiali 2023                                                   | -                                                                     | 62’                                                                   |
| 26-10-2021                                                            | Oslo                                                                  | Norvegia                                                              | 4 – 0                                                                 | Belgio                                                                | Qual. Mondiali 2023                                                   | -                                                                     | 69’                                                                   |
| 28-6-2022                                                             | Lier                                                                  | Belgio                                                                | 6 – 1                                                                 | Lussemburgo                                                           | Amichevole                                                            | -                                                                     | 66’                                                                   |
| 6-9-2022                                                              | Erevan                                                                | Armenia                                                               | 0 – 7                                                                 | Belgio                                                                | Qual. Mondiali 2023                                                   | -                                                                     | 78’                                                                   |
| Totale                                                                |                                                                       | Presenze                                                              | 26                                                                    |                                                                       | Reti                                                                  | 2                                                                     |                                                                       |

## Palmarès
- Coppa del Belgio: 2

Gent: 2016-2017, 2018-2019
- Coppa d'Islanda: 1

Breiðablik: 2021